# 기도 폰 슈타렘베르크

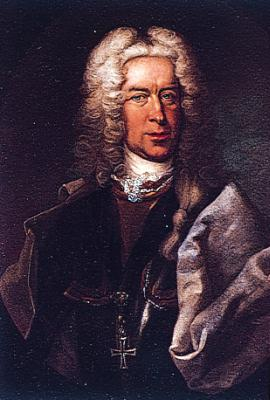
기도 폰 슈타르헴베르크

슈타르헴베르크 백작 기도 발트 뤼디거(Guido Wald Rüdiger, count of Starhemberg, 1657년 11월 11일 그라츠 - 1737년 5월 7일 빈)는 오스트리아 군사 장교이다.
그는 에른스트 루디거 폰 슈타르헴베르크(Ernst Rüdiger von Starhemberg, 1638-1701)의 사촌으로 1683년의 투르크 공성전기간 빈의 유명한 지휘관 중 한명으로 공성전기간 ADC 로 행동했다. 기도는 그의 사촌을 따라 훗날 사보이 공 외젠과 함께 투르크와 싸웠다.
스페인 왕위 계승 전쟁에서 슈테렘베르크는 이탈리아와 스페인에서 싸웠다. 1706년과 1708년 사이 그는 헝가리에서 황제군의 총사령관이 되어 라코치 페렌츠 2세(Rákóczi Ferenc II)의 반란에 맞써 대처했다. 1708년 그는 오스트리아와 스페인의 최고 사령관에 지명되었다.
동시에 제임스 스텐호프(James Stanhope)와 함께 1710년 마드리드를 정복하는 데 성공했고, 뒤이어 알메나라 전투와 사라고사 전투에서 승리를 거두었다.
그러나 12월 그는 군사력에 의해 도시를 점령했지만 합스부르크 왕위 계승자와 마드리드의 시민들을 뒷받침하는 데 부족했다. 뒤이어 브리우에가 전투와 비야비시오사 전투(1710년)에서 패배해 그는 카탈로니아로 물러났고, 거기서 그는 총독(Viceroy)이 되었지만 카를 대공은 오스트리아로 돌아갔다.
위트레흐트 조약(1713년) 이후 카를 대공은 황제 카를 6세가 되었고, 카탈로니아를 넘겨주라고 명령했다. 그와 그의 군대는 제노바와 잉글랜드 배를 이용해 철수했다.
그는 슬라보니아 총독이 되었고, 1737년에 죽었다.

## 참고 문헌
프랑스어판 참고 문헌입니다.
- Hanns Schlitter, Allgemeine Deutsche Biographie (ADB), vol. 35 : Starhemberg, Guidobald von, Duncker & Humblot, Leipzig, 1893, p. 473–482
- Alfred von Arneth, Das Leben des kaiserlichen Feldmarschalls Grafen Guido Starhemberg, Vienne, 1853.